# اسلیمن
اسلیمن (به صربی: Slemen) یک کوه در صربستان است که در Eastern Serbia واقع شده‌است. اسلیمن ۱٬۰۹۹ متر بالاتر از سطح دریا واقع شده‌است.